# Hypena rusticalis
Hypena rusticalis là một loài bướm đêm trong họ Erebidae.